# Eodorcadion carinatum kiahtenum
Eodorcadion carinatum kiahtenum es una subespecie de escarabajo longicornio del género Eodorcadion, categorizada en la tribu Dorcadionini, de la subfamilia Lamiinae. Fue descrita por Danilevsky en 2007.

## Descripción
Mide 16,5-22 mm de longitud.

## Distribución
Se distribuye por Rusia.